# Sibylle Springer
Sibylle Springer (* 1975 in Münster) ist eine deutsche Malerin.

## Leben und Werk
Springer studierte an der Hochschule für Künste Bremen (bei Karin Kneffel, Stefan Kürten und Katharina Grosse). Sie verbrachte innerhalb ihres Studiums ein Jahr in Florenz und ging nach dem Studium mit Hilfe verschiedener Stipendien nach New York. Sibylle Springer lebt und arbeitet in Bremen und Berlin.
In vielen Arbeiten geht es Springer um den Blick auf die Stellung der Frau und ihre Wahrnehmung in unserer Gesellschaft. Dabei thematisiert sie oft kunstgeschichtliche, historische oder politische Zusammenhänge und bezieht sich auf andere Künstler und deren Werke, um sie durch ihre Malerei neu zu interpretieren und in einen zeitgenössischen Kontext zu setzen. Springer richtet den Blick immer wieder auf (fast) vergessene Künstlerinnen der Vergangenheit.
Jüngst hat sie begonnen, die Inhalte ihrer Malerei in textile Bilder und Pullover zu überführen, um sie auch außerhalb des elitären Kunstbetriebes sichtbar und erlebbar zu machen.
Ihre Arbeiten sind gekennzeichnet von Doppelbödigkeit und Ambivalenz.

## Rezeption
„Sibylle Springers künstlerische Faszination gilt dem menschlichen Körper, genauer: dem Körper in seiner Verflochtenheit mit dem auf ihn gerichteten, an ihn adressierten Blick. In ihrer Malerei betrachtet, entfaltet und deutet sie dieses spannungsreiche Wechselverhältnis – das im Kern ein Selbstverhältnis ist und eines, dem ein kulturgeschichtlich imprägniertes Reflexionsgefüge immer bereits eingeschrieben ist. Was unter anderem bedeutet: Trotz der oft unmittelbaren, stark affektiven Wirkung von Körperdarstellungen ist nichts daran voraussetzungslos. Unschuldige Nacktheit ist da ebenso Konstrukt wie erotische Raffinesse; ob künstlerischer Akt, Pornografie oder biologische Sachlichkeit, das ethnologisch Fremde oder historisch Entfremdete, das Hässliche oder das Schöne – was das eine sei und was das andere, das ist niemals bloß von sich her ‚natürlich‘, ‚anzüglich‘, ‚objektiv‘ oder ‚abstoßend‘. Insofern ist Springers ästhetisches Projekt im Kern stets eine Reflexion des Blicks, von dieser Warte aus dann auch die Reflexion von Malerei, ihren Stilen, Bildtraditionen und Sujets.“
Jens Asthoff über Springers Werk (aus dem Katalog „gift“, Verlag für moderne Kunst, Wien, 2017)
„Als Leitbegriff für Springers Kunst könnte man ‚Unheimlichkeit’ wählen. Fast alle ihre Gemälde – meist in Serien konzipiert – beschäftigen sich mit Themen, bei denen es um Dunkles, Geheimes, Verbotenes, Abgründiges geht. Das können U-Bahn-Schächte New Yorks sein, die mit Graffitis besprüht sind und die Springer in Malerei übersetzt, Klassiker der Kunstgeschichte, in denen es um Mord oder Verrat geht, die sie re-produziert, oder auch die Geschichten von Giftmörderinnen, die sie ins Bild setzt. Die Unheimlichkeit wird aber nicht erst spürbar, wenn man die Hintergründe zu den Gemälden recherchiert. Vielmehr gelingt es Springer, diese Empfindung mit ihrer Art der Malerei immer wieder neu und unmittelbar – in immer wieder anderen Nuancen – zu erzeugen. Eine höchst sorgfältige und detailgenaue Malweise macht dies möglich.“
Wolfgang Ullrich (Kunsthistoriker), 2021

## Auszeichnungen und Preise
- 2008 Karl-Schmidt-Rottluff-Stipendium
- 2006 Stipendium des Deutschen Akademischen Austauschdiensts nach New York[3]
- 2007 BBK Stipendium New York
- 2002 Stipendium der Studienstiftung des Deutschen Volkes

## Ausstellungen (Auswahl)
- 2023: So wie wir sind, Weserburg Museum für moderne Kunst
- 2023: Resonanz, Kunsthalle Bremen
- 2022: something between us, Kunsthalle Nürnberg
- 2020: something between us, Arthena Foundation, Düsseldorf[4]
- 2018: Das Geheimnis der Dinge, Kunsthalle Recklinghausen
- 2017: Künstlerräume, Museum für moderne Kunst, Bremen[5]
- 2017: Trading Illusions, Nationalmuseum Kiew
- 2017: shoot the freak, Kunstverein Ruhr e.V., Essen[6]
- 2017: gift, Gesellschaft für Aktuelle Kunst, Bremen[7]
- 2016: hell, Galerie K', Bremen
- 2015: im interim, Galerie K',  Bremen, mit Die Tödliche Doris und Eiko Grimberg
- 2014: Das Vergnügen, Galerie K', Bremen
- 2013: 20 Blicke, Museum Leuk Castle / Schweiz
- 2013: Hidden, Galerie Anita Beckers, Frankfurt, mit Liat Yossifor
- 2012: Karl-Schmidt-Rottluff-Stipendium, Kunsthalle Düsseldorf.[8]
- 2012: Déjà-vu? Die Kunst der Wiederholung von Dürer bis Youtube, Staatliche Kunsthalle Karlsruhe[9].
- 2010: Leinen los!, Kunstverein Hannover
- 2009: Sibylle Springer Gleam, Kunstmuseum Bremerhaven.[10]
- 2009: Mal was Deutsches, Hangar 7, Salzburg / Österreich.[11]
- 2008: Malerei 2008, Westfälischer Kunstverein, Münster.[12]

## Werke in Sammlungen
- Kunstsammlung Deutscher Bundestag[15]
- Sammlung Kunsthalle Bremerhaven
- Sammlung Kunsthalle Bremen
- Sammlung Stiftung Schloss Leuk, Schweiz[16]
- Sammlung Städtische Galerie Delmenhorst

## Belege
1. ↑  Sibylle Springer im Künstlerhaus Bremen. Abgerufen am 14. Oktober 2020.
2. ↑  http://www.kunstaspekte.de/sibylle-springer/
3. ↑  http://www.daad.de/alumni/netzwerke/vip-galerie/adm/13717.de.html
4. ↑   https://www.kaistrasse10.de/
5. ↑  http://www.weserburg.de/
6. ↑  http://www.kunstvereinruhr.de/
7. ↑  http://www.gak-bremen.de
8. ↑  http://www.kunstaspekte.de/full-house-karl-schmidt-rottluff-stipendium-2012-02/
9. ↑  http://www.kunstaspekte.de/deja-vu-die-kunst-der-wiederholung-von-durer-2012-04/
10. ↑  http://www.kunstverein-bremerhaven.de
11. ↑  http://www.hangar-7.com/de/kunst/hangart-7-edition-14-deutschland/
12. ↑  http://www.kunstaspekte.de/malerei-2008-2008-06/
13. ↑  https://vfmk.org/de/shop/sibylle-springer
14. ↑  http://www.kerberverlag.com/detailansicht/controller/Shop/action/show/product/1483.html
15. ↑  Artothek - die Kunstsammlung. Abgerufen am 5. Oktober 2021.
16. ↑  Sibylle Springer beim Kerber Verlag. Abgerufen am 14. Oktober 2020.

| Personendaten    | Personendaten       |
| ---------------- | ------------------- |
| NAME             | Springer, Sibylle   |
| KURZBESCHREIBUNG | deutsche Künstlerin |
| GEBURTSDATUM     | 1975                |
| GEBURTSORT       | Münster             |